# Alfred Hauptmann
Alfred Hauptmann (* 29. August 1881 in Gleiwitz, Oberschlesien; † 5. April 1948 in Boston, Massachusetts) war ein deutscher Psychiater und Neurologe.

## Leben
Hauptmanns beruflicher Werdegang war vor allem durch die Zeit bei dem bekannten Neurologen Max Nonne in Hamburg bestimmt. Zeit seines Lebens lag Hauptmanns Forschungsschwerpunkt vorwiegend auf neurologischem Gebiet. Nach Tätigkeiten in Heidelberg und Hamburg ging Hauptmann an die Universitätsklinik Freiburg. Dort habilitierte er sich 1912. In diesem Jahr erschien auch seine bekannteste Arbeit, „Luminal bei Epilepsie“. Nach Kriegsteilnahme am Ersten Weltkrieg nahm Hauptmann seine Arbeit an der Universität Freiburg wieder auf und erhielt dort 1918 eine außerordentliche Professur und war Oberarzt an der dortigen Nervenklinik, bevor er 1926 den Lehrstuhl in Halle übernahm.
Hauptmann erhielt 1926 das Ordinariat für Psychiatrie der Universität Halle. Im Jahr 1929 wurde er zum Mitglied der Leopoldina gewählt. Bis 1935 war er als Direktor der Psychiatrischen und Nervenklinik Halle tätig, musste im Zuge des Reichsbürgergesetzes seinen Lehrstuhl aufgeben und seine Tätigkeit als Arzt beenden. Der Weg in die Emigration, letzten Endes ausgelöst durch die zeitweilige Inhaftierung im Konzentrationslager Dachau, führte über die Schweiz und England in die USA. Ein Neuanfang auf wissenschaftlicher Ebene gelang Hauptmann nach seiner Emigration nur in geringem Maße. Er erhielt in Boston eine Anstellung am Joseph H. Pratt Diagnostic Hospital. Bemühungen, mit Hilfe der Rockefeller-Stiftung eine vergleichbare Position wie in Deutschland zu finden, schlugen fehl. Bis zu seinem Tod lebte und arbeitete er in Boston. Den Verlust der Heimat überwand Hauptmann niemals. Er starb am 5. April 1948 an „gebrochenem Herzen“, wie es seine Frau Selma in ihrem Nachruf formulierte.
Sein wichtigster Beitrag blieb der 1912 verfasste Artikel über die Wirksamkeit des Phenobarbitals Luminal als Antiepileptikum. Aus diesem Anlass wird seit 1979 der Alfred-Hauptmann-Preis für Epilepsie-Forschung verliehen (seit 2009 gemeinsam von den Deutschen und Österreichischen Gesellschaften für Epileptologie und der Schweizerischen Epilepsie-Liga). Nach seiner Emigration beschrieb er zusammen mit dem gleichfalls emigrierten Internisten Siegfried Thannhauser im Jahre 1941 erstmals eine autosomal dominant vererbte Myopathie, die heute als Hauptmann-Thannhauser-Muskeldystrophie bezeichnet wird.

## Schriften (Auswahl)
- Luminal bei Epilepsie. Münchner Medizinische Wochenschrift 1912; 59: 1907–1909
- Hirndruck. Habilitationsschrift an der Universität Freiburg. Union deutsche Verlagsgesellschaft (Stuttgart) 1914
- (mit Siegfried Joseph Thannhauser): Muscular shortening and dystrophy. A heredofamilial disease. In: Archives of Neurology and Psychiatry 1941; Vol. 46: 654–664